# Slim Burna
Gabriel Soprinye Halliday, född 11 april 1988 i Essex, mer känd under artistnamnet Slim Burna, är en nigeriansk rappare, sångare och skivproducent.

## Karriär
Den 11 april 2013 släppte I'm On Fire.

## Diskografi
- The Streets Mixtape Vol. 1 (2011)
- The Streets Mixtape Vol. 2 (2011)
- The Streets Mixtape Vol. 3 (2012)
- I'm On Fire (2013)